# Таиров, Владимир Христофорович
Влади́мир Христофо́рович Таи́ров (наст. имя Рубен Артемьевич Тер-Григорян; 1894 — 22 августа 1938) — советский военный деятель и политработник, разведчик, дипломат, бригадный комиссар. Член РСДРП(б) с 1915 года.

## Биография
Окончил Бакинское коммерческое училище (1914), Киевское коммерческое училище (1916), Военно-академические курсы высшего командного состава РККА, Военную Академию РККА.
- В 1917 году — комиссар Московских банков.
- В 1924 году — помощник Главного военного советника в Китае.
- В 1926—1927 годах — комиссар Штаба южно-китайской группы советских военных советников, заместитель начальника южно-китайской группы советских военных советников по политической части.
- В 1927—1929 годах — заместитель командующего Отдельной Дальневосточной Армией.
- В 1929—1932 годах — начальник II отдела IV управления Штаба РККА.
- В 1932—1935 годах — начальник Политического управления ОКДВА.
- С 9 февраля 1935 по 19 августа 1937 года — полномочный представитель СССР в Монголии[2]. В 1934—1935 годах — член Военного совета при народном комиссаре обороны СССР. Был одним из учителей и наставников разведчика Рихарда Зорге.

5 августа 1937 года арестован. Осуждён Военной коллегией Верховного суда СССР по обвинению в «участии в военно-фашистском заговоре» и приговорён к расстрелу. 22 августа 1938 года расстрелян. Реабилитирован 14 апреля 1956 года, определением Военной коллегии Верховного суда СССР.

## Семья
Жена — Таирова-Васильева Зинаида Владимировна (род. 1900), домохозяйка, была арестована 7 сентября 1937 года и расстреляна 26 августа 1938 года по обвинению в шпионаже. Реабилитирована постановлением Военной коллегии 14 апреля 1956 года.

## Награды
- Орден Ленина (26 января 1937) — за выдающуюся работу в области внешней политики